# Nobile (cràter)

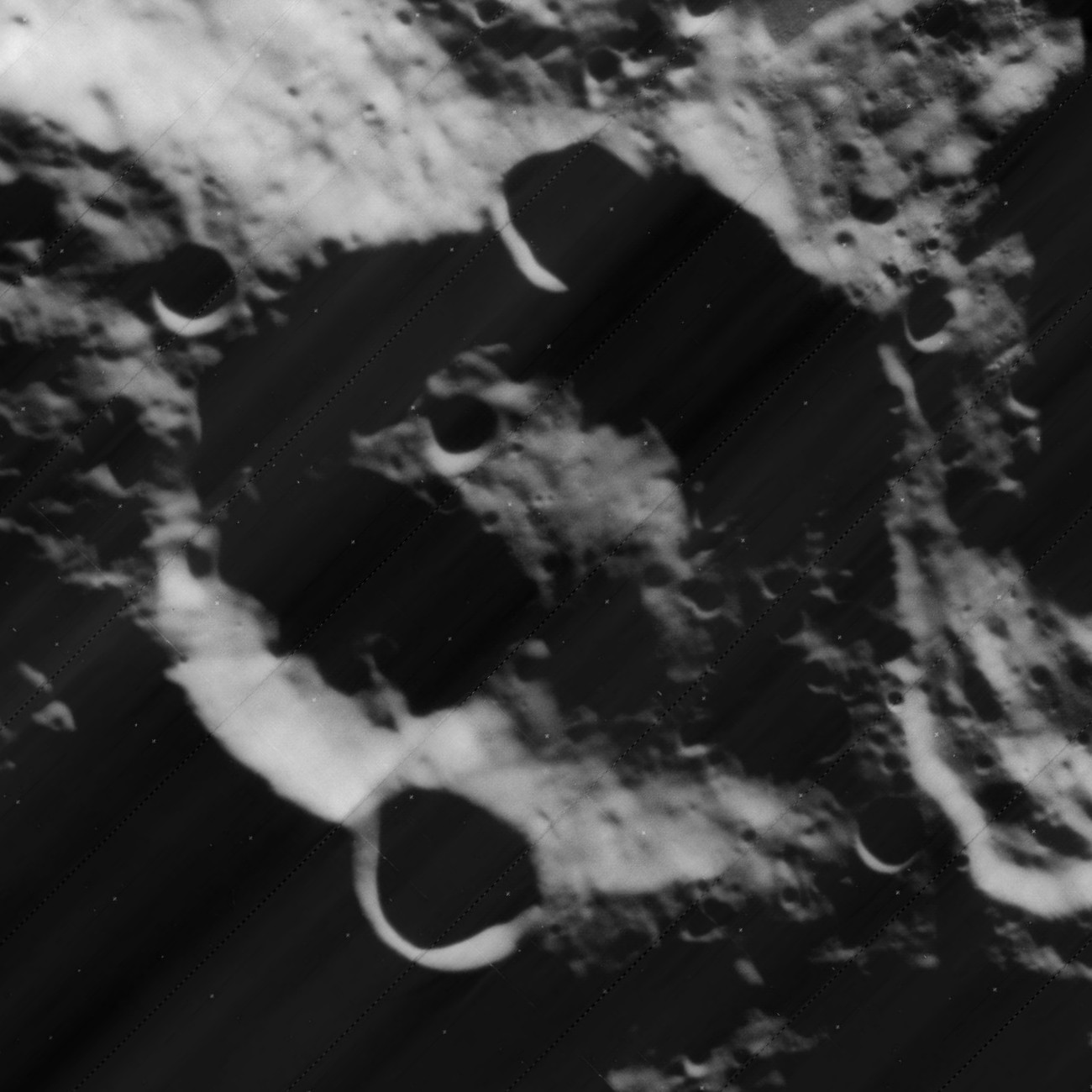
Nobile; imatge de la missió Lunar Orbiter 4 (1967)

Nobile és un cràter d'impacte que es troba prop del pol sud de la Lluna. Es troba al sud del cràter Scott, en la vora occidental de Amundsen. Entre Nobile i el pol sud es localitzen els cràters més petits Shoemaker i Faustini.

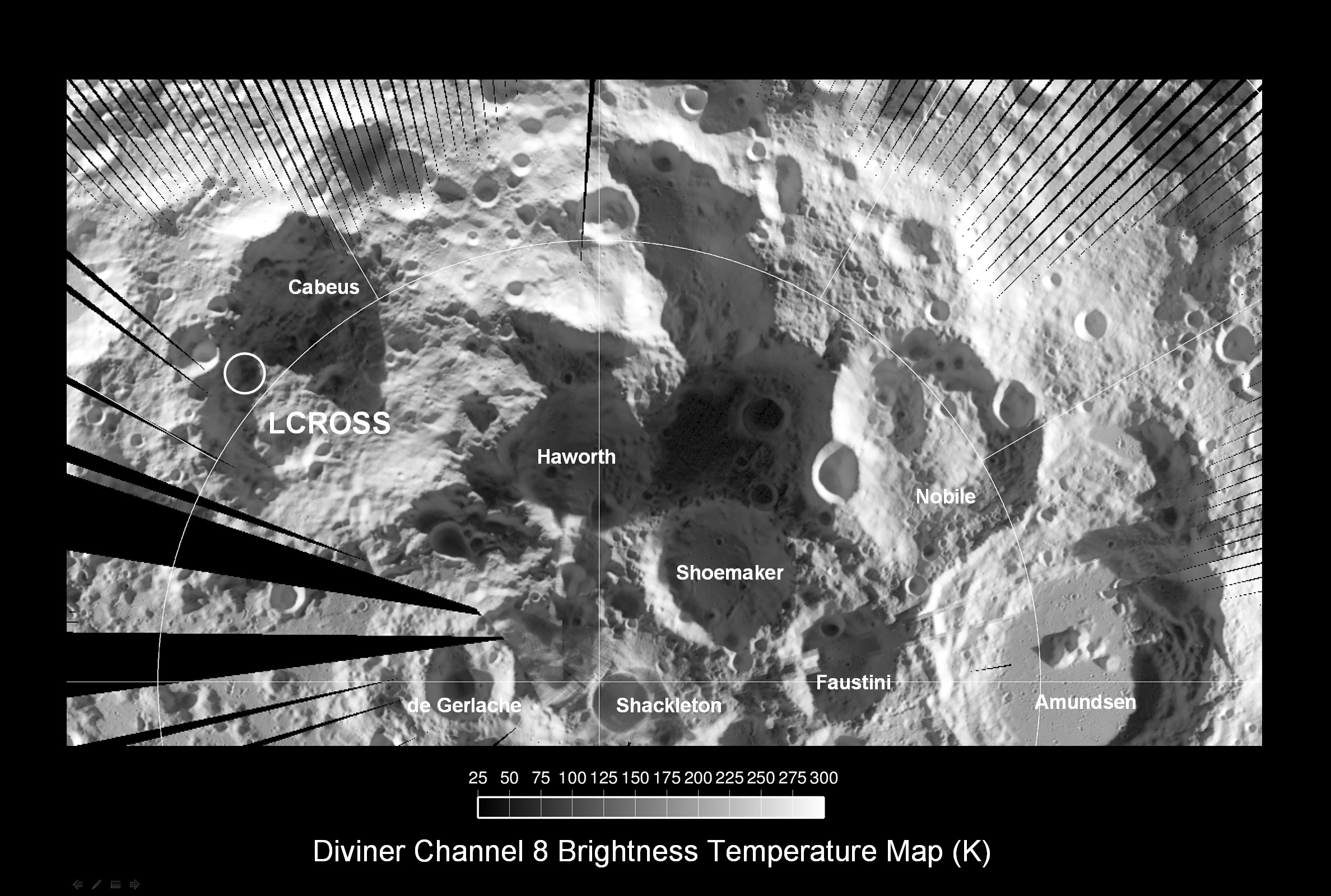
Localització de Nobile (centre de la meitat dreta de la imatge)

Es tracta d'una formació de cràters erosionada que està gairebé constantment embolicada en ombres profundes. Quan la llum del sol entra a l'interior d'aquest cràter, ho fa en un angle molt oblic. La vora del cràter està cobert per diversos cràters menors, sent el més notable una formació amb la meitat de diàmetre que Nobile, situada sobre la seva vora occidental. També apareixen petits cràters en les parts sud-oest i septentrional del brocal. Les rampes exteriors d'Amundsen superen la seva vora est i la paret interna. El sòl interior d'aquest cràter és una mica irregular, i presenta alguns craterets marcant la seva superfície.
Nobile va ser designat prèviament Scott A abans de ser-li assignat el seu nom actual per part de la UAI.